# Drew Roy
Drew Roy (Clanton, Alabama, 16 de maio de 1986) é um ator norte-americano.
Drew fez participações em Hannah Montana como Jesse, no episódio duplo da terceira temporada "He could be the one", no episódio "Been here all along" e nos episódios duplos da quarta temporada "I always'll remember you" e "Wherever I Go". Também participou do serido iCarly como Griffin, o Bad Boy, ao lado de Miranda Cosgrove e Jennette McCurdy. É  também um dos protagonistas da série Falling Skies, interpretando o personagem Hal Mason.

## Biografia
Roy foi criado em Clanton, Alabama, onde cursou Chilton County High School. Após graduar-se em 2004, ele se mudou para Los Angeles para prosseguir uma carreira de ator.

## Carreira
Roy apareceu em projetos de cinema independente na maior parte de 2006-2008, embora ele teve um papel sem créditos recorrentes em grego em 2007. Ele também co-estrelou em episódios de Hannah Montana e Lincoln Heights. Em 2010, ele conseguiu seu papel primeira imagem que retrata o movimento do cavalo puro-sangue fazenda do proprietário Seth Hancock na Secretaria filme. Roy está definido para aparecer em frente Noah Wyle em uma próxima série da TNT Falling Skies, que está sendo produzido por Steven Spielberg e vai ao ar em 2011.

## Filmografia
- 2011 - Falling Skies (TV)
- 2010 - Hannah Montana (TV) - Jesse [Último episódio de "Hannah Montana Forever"]
- 2010 - Hannah Montana (TV) - Jesse [Nono episódio da 4ª temporada intitulada "Hannah Montana Forever"]
- 2010 - Hannah Montana (TV) - Jesse [Sexto episódio da temporada intitulada "Hannah Montana Forever"]
- 2010 - iCarly (TV) - Griffin [Episódios iDate a Badboy e iBeat the Heat]
- 2010 - Untitled Steven Spielberg Pilot (TV) - Hal Mason
- 2010 - Secretariat - Seth Hancock
- 2010 - One Wish - Mitch
- 2009 - iCarly, Meu namorado Bad Boy - Griffin
- 2009 - Lincoln Heights (TV) - Travis Benjamin
- 2009 - Hannah Montana (TV) - Jesse [Episódio Especial de 1h da terceira temporada],[episódio 6 da 4ªtemporada],[Episódio Final de uma hora]
- 2009 - Tag - Josh
- 2009 - Costa Rican Summer - Doobie
- 2007 - Greek (TV) - Calouro Omega Chi
- 2007 - Blink - Jeff
- 2006 - Curse of Pirate Death - Namorado